# 드라코 모터스
드라코 모터스(영어: Drako Motors)는 미국 캘리포니아 산호세에 본사를 둔 고급 스포츠카 제조업체이다.

## 역사
2013년에 딘 드레이코와 시브 시칸드에 의해 설립되었으며2015년 8월에 DriveOS 4륜 토크 벡터링, 단일 VCU 드라이브 운영 체제를 발표했다.